# Estação Pedro Américo
A Estação Pedro Américo é uma estação de trem no município de Campinas, mantida pela Associação Brasileira de Preservação Ferroviária, como parte da Viação Férrea Campinas-Jaguariúna, uma linha turística com locomotivas a vapor. 

## História[1]
A estação Pedro Américo foi inaugurada em 1926, com a alteração do traçado da linha-tronco da Companhia Mogiana de Estradas de Ferro, em substituição a um antigo posto telegráfico (Gety), localizado na linha antiga. O nome refere-se ao proprietário da Fazenda São Pedro, Pedro Américo de Camargo Andrade, responsável pela doação das terras a construção da estação pela CMEF, com o objetivo de escoar a produção cafeeira de sua fazenda. Em 1963 a estação foi desativada e transformada em parada até 1977, quando a FEPASA desativou o trecho. Em 1981 a ABPF assumiu o trecho, inclusive a estação Pedro Américo. Em 2005 foi concluída a restauração da estação.